# Georg Henrik von Wright
Pour les articles homonymes, voir Wright.
Georg Henrik von Wright, né le 14 juin 1916 à Helsinki et mort le 16 juin 2003 dans la même ville, est un philosophe finlandais de langue suédoise, élève d'Eino Kaila, et successeur de Ludwig Wittgenstein à la chaire de philosophie de l'université de Cambridge de 1948 à 1951.

## Biographie
Sa trajectoire va de l'empirisme logique (un courant de la « philosophie analytique »), philosophie du langage et philosophie de l'esprit à l'humanisme. Il est un de ceux qui ont développé la logique déontique, dont il est considéré comme le réel fondateur, ainsi que la logique de l'action.
H. von Wright fut aussi, dans les vingt dernières années de sa vie, un moraliste pessimiste influencé par les idées d’Oswald Spengler, de Jürgen Habermas et de l’École de Francfort sur la rationalité. Son article le plus connu de cette période, « Le mythe du progrès » (Myten om framsteget en suédois, 1993), s’interroge sur la signification et la portée de notre apparent progrès matériel et technique.

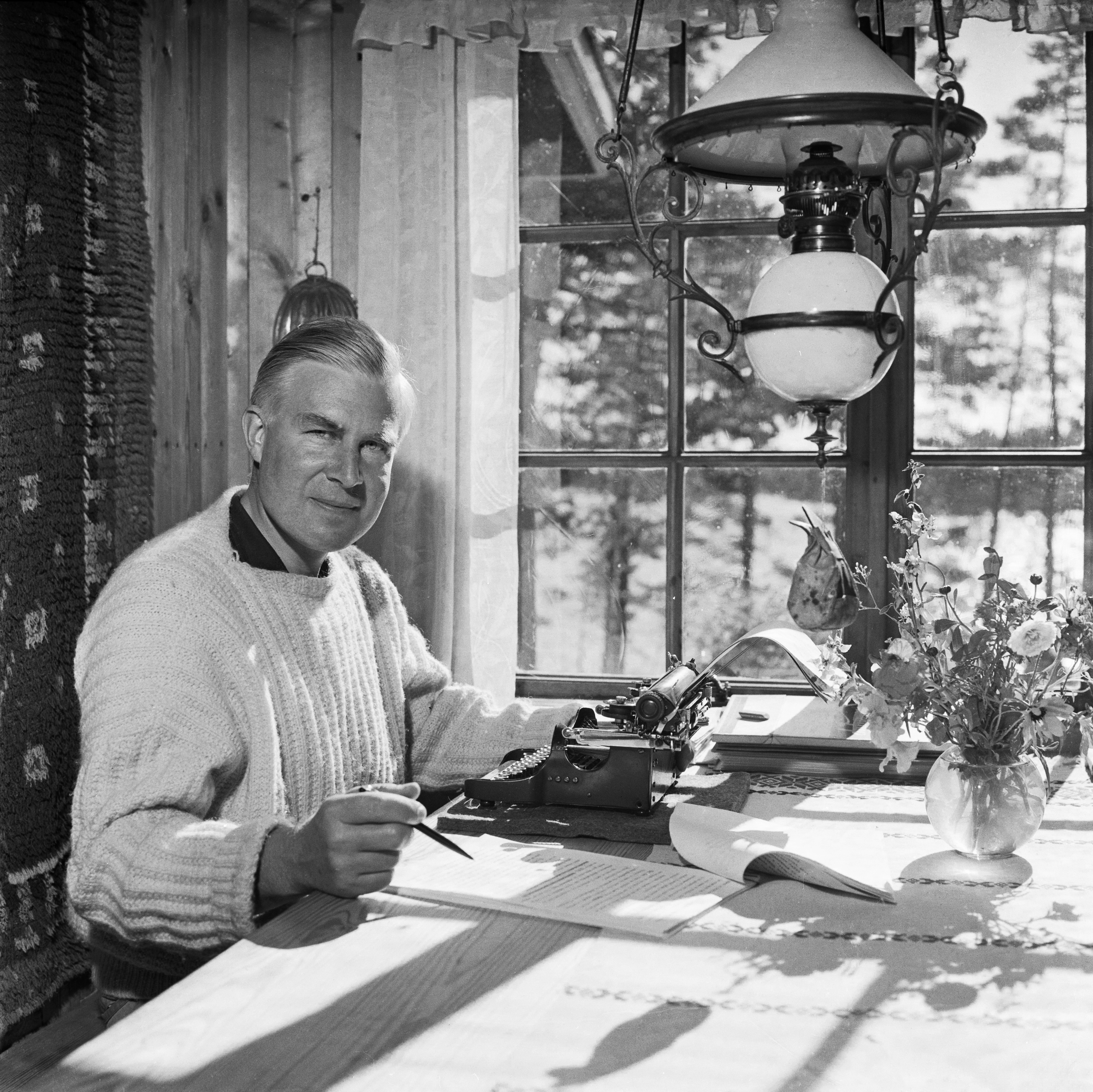
Georg Henrik von Wright en 1961.

### Œuvres
- L'Empirisme logique (1943) (Den logiska empirismen)
- Traité sur l'induction et les probabilités (1951)
- Essai de logique modale (1951)
- Logique, philosophie et langage (1957) (Logik, filosofi och språk)
- Explication et compréhension (1971)
- Causalité et déterminisme (1974)
- L'Humanisme comme mode de vie (1978) (Humanismen som livshållning)
- Liberté et détermination (1980)
- La Science et la raison humaine (1987)
- La Chouette de Minerve (1992)
- L'Homme dans le bouleversement de la culture (1996)
- À l'Ombre de Descartes (1998)
- Le mythe du progrès (2000)[2]

### Études
- Patrice Bailhache, Essai de logique déontique, Vrin, 1991
- (en) P. A. Schlipp et L. E. Hahn, The Philosophy of Georg Henrik von Wright, 1989.
- (en) Ota Weinberger, Alternative Action Theory: Simultaneously a Critique of Georg Henrik Von Wright's Practical Philosophy, 1998
- (en) Rosaria Egidi, In Search of a New Humanism: The Philosophy of Georg Henrik Von Wright, 1999.

## Prix et récompenses
- Prix Tollander, 1987
- Prix Finlande de l'Académie suédoise
- Académicien, 1961